# Katedra Świętego Ducha w Warszawie
Katedra Świętego Ducha – główna świątynia Kościoła Polskokatolickiego w RP, znajdująca się w Warszawie przy ul. Szwoleżerów 2, u zbiegu z ul. Czerniakowską. 
Została wzniesiona jako wojskowa cerkiew prawosławna w Warszawie. Pełniła funkcję do czasu opuszczenia miasta przez większość ludności rosyjskiej w 1915 roku. W okresie międzywojennym XX w. była kościołem garnizonowym 1 Pułku Szwoleżerów Józefa Piłsudskiego. Od 1945 w posiadaniu Kościoła Polskokatolickiego jako jego katedra. Jest też kościołem parafialnym warszawskiej parafii Świętego Ducha.

## Historia

### Niejasności dotyczące okoliczności powstania

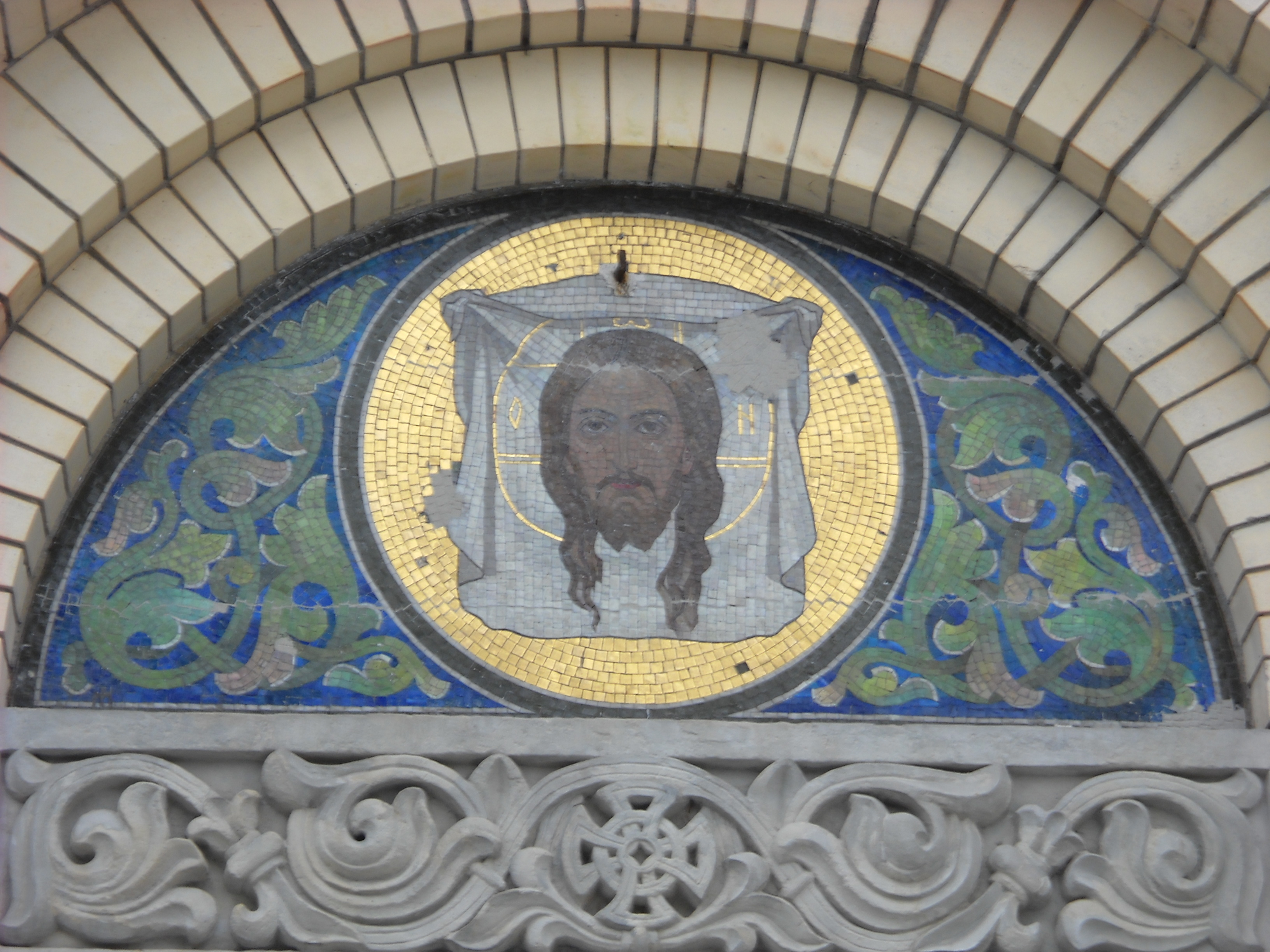
Mozaika-mandylion nad jednym z bocznych wejść do obiektu jest jedynym elementem jego dekoracji, jaki przetrwał z okresu użytkowania go przez prawosławnych

Obecna katedra polskokatolicka została wzniesiona jako wojskowa cerkiew prawosławna. Jej dokładny okres powstania oraz wezwanie, jakie nosiła, są w literaturze przedmiotem polemiki. Zdaniem Piotra Paszkiewicza budynek datowany jest na 1867 r., jego projektantem był Teodor Kozłowski, zaś patronką – św. Olga. Autor uważa wzniesienie cerkwi za element planowanej przez władze carskie ośmioletniej akcji budowania na terenach zaboru rosyjskiego okazałych świątyń prawosławnych, które miały przyczyniać się do utrwalania rosyjskich rządów na tym obszarze. Identyczny pogląd przedstawiają Henryk Sienkiewicz oraz Renata Popkowicz-Tajchert. Autorzy ci twierdzą, że cerkiew była świątynią pułku jazdy rosyjskiej. 
Z kolei Kirył Sokoł w pracy Russkaja Warszawa twierdzi, że współczesna katedra Świętego Ducha należała do Lejb-Gwardyjskiego Pułku Ułanów Jego Cesarskiej Mości, powstała znacznie później, w latach 1903–1906, jej patronem był św. Martynian, zaś autorem projektu – Leontij Benois. Pracami budowlanymi kierował Piotr Fedders, a jako datę poświęcenia gotowego obiektu Sokoł podaje 4 listopada 1906. Opinię tę podziela Ryszard Mączewski. Zdaniem tego autora za datowaniem budynku na początek XX wieku przemawiają dokument komisji magistratu Warszawy, który po odzyskaniu niepodległości przez Polskę zajmował się rozstrzygnięciem problemu przyszłości porosyjskich obiektów sakralnych oraz analiza wcześniejszych dokumentów związanych z rosyjskim kompleksem koszarowym w rejonie Łazienek. Podkreśla on również, że dzień wspomnienia św. Martyniana był równocześnie świętem pułkowym w Ułańskim Pułku Lejbgwardii.
Sokoł i Mączewski wskazują, że cerkiew pod wezwaniem św. Olgi istniała w kompleksie koszar huzarów w rejonie ulic 29 Listopada, Suligowskiego i Podchorążych. Została ona zburzona po 1915.

### Cerkiew
Łączny koszt wzniesienia obiektu zamknął się kwotą 76 tys. rubli, z czego 70 tys. pochodziło z dotacji państwowej, zaś reszta z prywatnych ofiar. Cerkiew mogła jednorazowo pomieścić 800 wiernych. Wydana w 1913 w Piatigorsku monografia rosyjskich świątyń wojskowych w sposób następujący opisywała świątynię: 

swoją architekturą przypominała dawne drewniane cerkwie nowogrodzkie i składała się z wysokiej centralnej części na planie krzyża, z typowymi nowogrodzkimi frontami. Zachodnia część krzyża w dolnej części służy za wejście główne, a w górnej za chór; we wschodniej części znajduje się ołtarz, otoczony półokrągłą absydą z pięcioma oknami.

Budynek przestał pełnić funkcje cerkwi po 1915, kiedy opiekująca się nim jednostka wojskowa opuściła Warszawę. Od tego momentu przez cztery lata stał opuszczony. Po odzyskaniu niepodległości przez Polskę szereg świątyń wzniesionych przez Rosjan, uznanych za symbole obcego panowania, został zniszczony. Jednak komisja magistratu warszawskiego pod przewodnictwem prof. Mikołaja Tołwińskiego, która miała przedstawić projekt ich dalszych losów, zasugerowała inne zastosowanie tej cerkwi:

sprawa cerkwi przy ul. Agrykola wymaga szczegółowego rozpatrzenia. Wzniesiona w stylu romańsko-bizantyjskim, z bardzo pięknym ugrupowaniem brył, starannie opracowana i wykończona, po dokonaniu niewielkich przeróbek mogłaby służyć na kościół.

Sugestia komisji została zrealizowana. Henryk Sienkiewicz twierdzi przy tym, że ze wszystkich budynków sakralnych wzniesionych przez władze rosyjskie, przekazanych następnie innym wyznaniom właśnie ta świątynia zachowała najwięcej pierwotnych cech architektury cerkiewnej. Przetrwał również niewielki obszar zielony z okazami robinii i platanu, jaki został urządzony przez budowniczych świątyni.

### Kościół

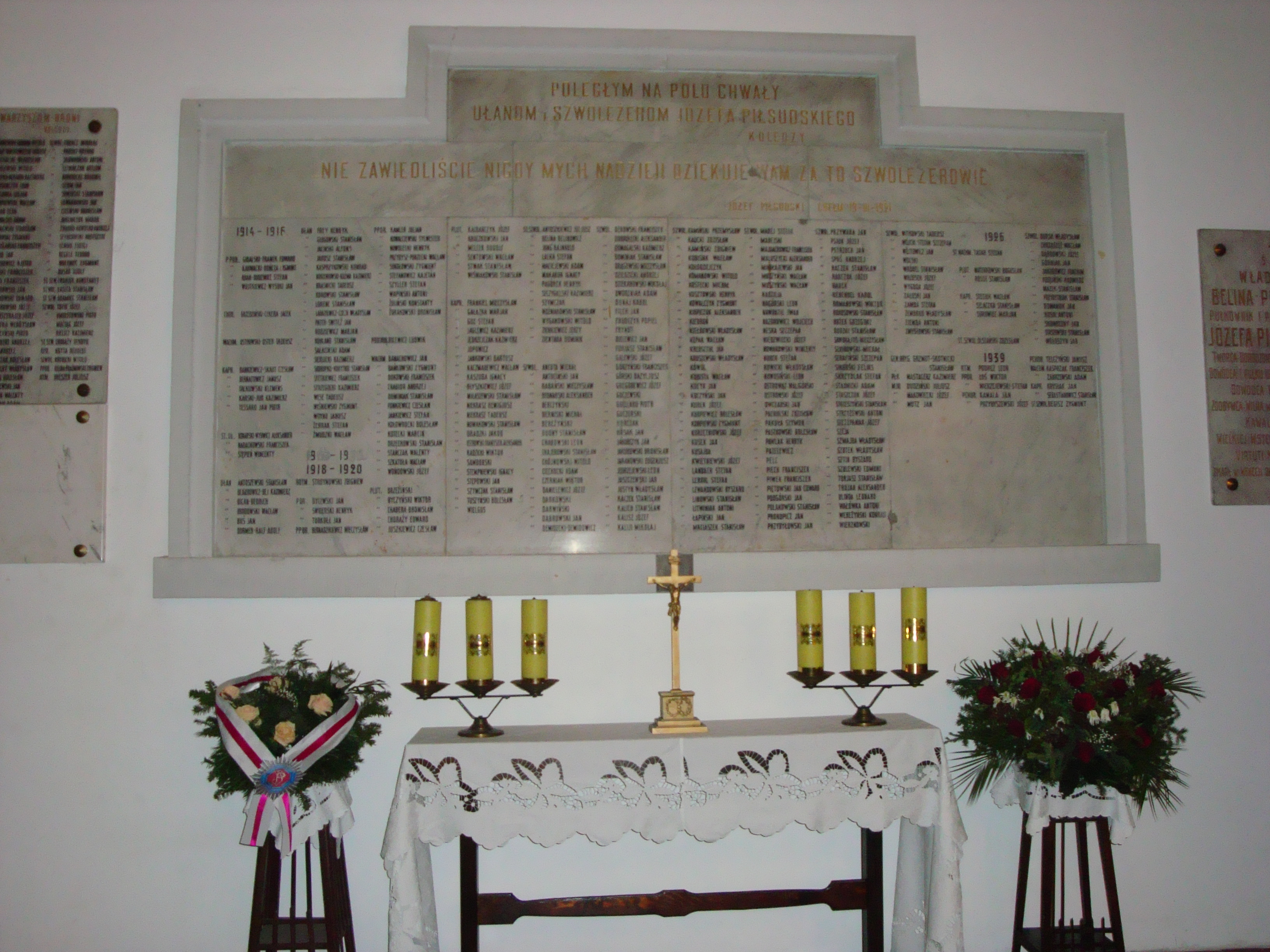
Tablica epitafijna 1 Pułku Szwoleżerów Józefa Piłsudskiego

Dawna cerkiew wojskowa została przekazana Kościołowi katolickiemu z przeznaczeniem na kościół garnizonowy 1 Pułku Szwoleżerów Józefa Piłsudskiego. Od 1945 świątynia należy do Kościoła Polskokatolickiego, nosząc wezwanie Świętego Ducha i będąc jego katedrą. Nawiązaniem do jej przedwojennego zastosowania są doroczne nabożeństwa w intencji poległych szwoleżerów, odprawiane w pierwszą niedzielę po 10 grudnia.
W 1981 świątynia została wpisana do rejestru zabytków

## Architektura

### Wygląd zewnętrzny
Katedra wzniesiona jest na planie krzyża greckiego i orientowana. W miejscu przecięcia się ramion krzyża wznosi się ośmioboczny bęben zwieńczony niewielką latarnią. Dawna cerkiew jest budowlą o zwartej bryle, jedynie z czterema przybudówkami w narożach, krytą dwuspadowym dachem. Wejście do świątyni prowadzi przez trójkątny fronton. Zdaniem Kiryła Sokoła pierwotnie na bębnie znajdowała się kopuła, którą po 1919 rozebrano i zastąpiono latarnią z krzyżem łacińskim. Ten sam autor twierdzi, że w sąsiedztwie świątyni znajdowała się wolno stojąca dzwonnica, również rozebrana po przejęciu budynku przez Kościół katolicki. 
Architektura obiektu naśladowała greckie świątynie powstałe w pierwszych wiekach chrześcijaństwa. Drugim źródłem inspiracji architekta był styl neoromański. Piotr Paszkiewicz wskazuje, że szczególnym elementem nawiązującym do tego stylu jest kształt skromnego wejścia głównego opartego na minimalnej liczbie półkolumn oraz wykorzystanie przy nim pseudotriforiów. Inną zbliżoną do tego stylu częścią świątyni jest absyda dekorowana pojedynczą półkolumną z głowicą zdobioną motywami roślinnymi. Budynek był skromnie zdobiony zewnętrznie. Do dziś przetrwała jedynie mozaika-Mandylion nad wejściem bocznym.

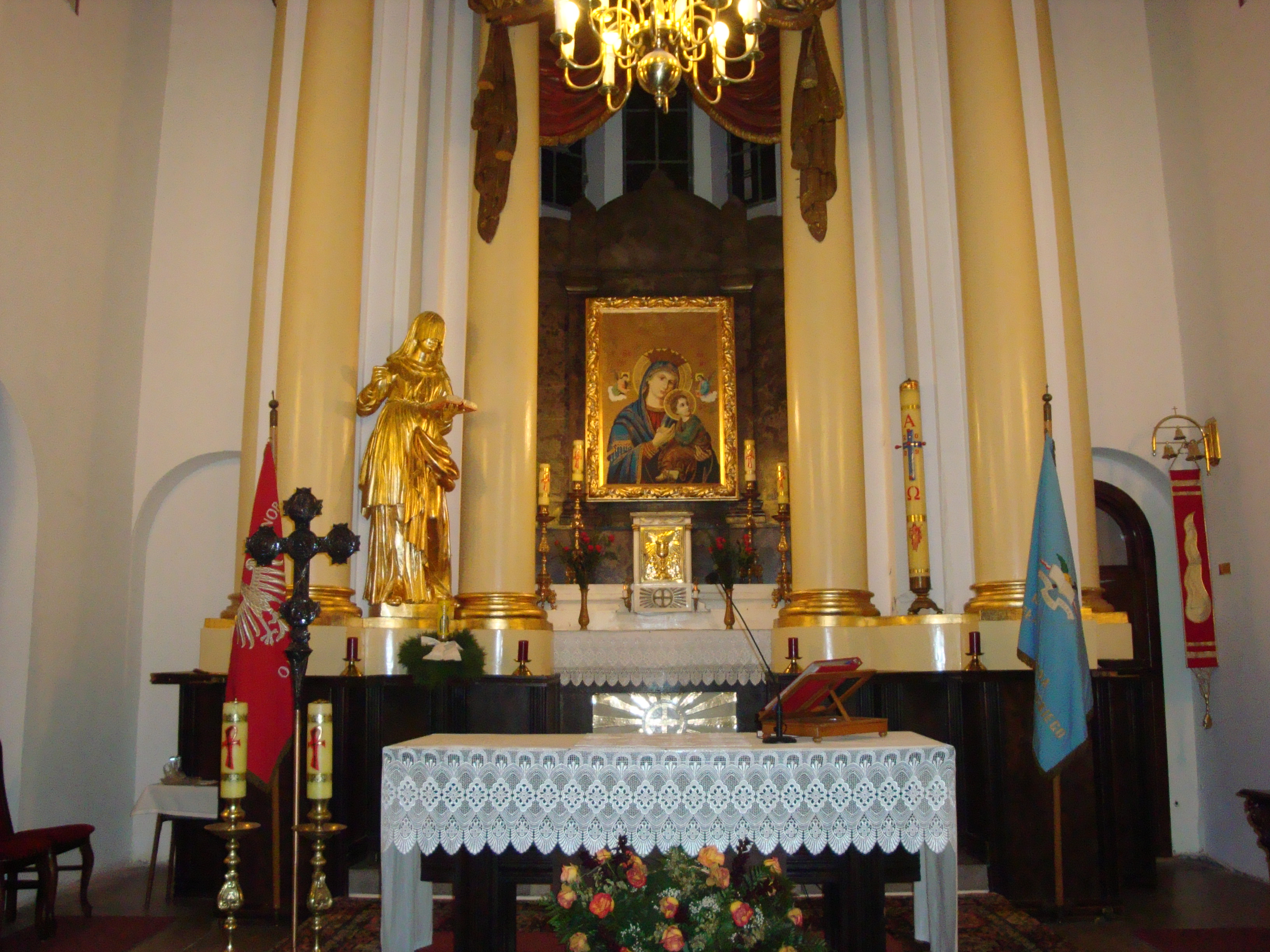
Ołtarz w katedrze Świętego Ducha

### Wnętrze
Pierwotnie we wnętrzu budynku znajdował się dwurzędowy ikonostas z ikonami napisanymi przez artystę nazwiskiem Karelin. Autorem fresków na ścianach cerkwi był inny malarz, Charłamow; zdaniem Renaty Popkowicz-Tajchert polichromia w budynku utrzymana była w stylu secesyjnym. Wiadomo tylko o jednym wizerunku czczonym w świątyni – ikonie św. Martyniana w srebrnej ryzie stopionej z kruszcu zdobytego w wojnie 1812. W budynku przechowywano również zabytkowe egzemplarze Ewangelii oraz niewielki krzyż z 1812. 
Henryk Sienkiewicz pisze, że we wnętrzu katedry zachowało się wiele elementów powstałych bezpośrednio po jej budowie: ołtarz z marmuru, części stolarki, fragmenty fresków z motywami roślinnymi oraz ambona. Z późniejszego okresu pochodzą obraz Chrystusa na tle płonącej Warszawy oraz epitafia związane z 1 Pułkiem Szwoleżerów. Nowsze są z kolei witraże w oknach.